# Onychocerus crassus
Onychocerus crassus là một loài bọ cánh cứng trong họ Cerambycidae.